# Salvatore Farina
(Salvatore Farina, La Stella di Sardegna, 8 marzo 1879)
Salvatore Farina (Sorso, 10 gennaio 1846 – Milano, 15 dicembre 1918) è stato uno scrittore e giornalista italiano.
Narratore ottocentesco di fama internazionale del Regno di Sardegna e del Regno d'Italia, scrisse romanzi che per il loro carattere sentimentale sono stati paragonati a quelli di Charles Dickens.

## Biografia
Nacque a Sorso, nel 1846, era l'ultimo di sei figli: a parte lui morirono tutti precocemente. Sorso, il centro più grande della Romangia, regione geografica della Sardegna Nord occidentale, antica baronia aragonese "Encontrada de Romangia", si affaccia sul Golfo dell'Asinara, è poco distante dal mare, ed è poco distante anche da Sassari, capoluogo di provincia. Il padre, Agostino Farina, fu Magistrato del Regno negli anni cinquanta dell'Ottocento e, più tardi, senatore, aveva iniziato la sua carriera nel suo luogo d'origine, a Tempio, e aveva prestato servizio come procuratore del Re di Sardegna a Tempio, a Nuoro, a Sassari; in quei centri urbani aveva amministrato la giustizia, e a Nuoro anche le carceri, e non senza rischi personali. La madre Chiara Oggiano apparteneva a una famiglia benestante originaria di Sorso. Gli anni dell'infanzia di Salvatore a Sassari furono anni di formazione primaria: studiò grammatica e retorica sotto la guida dello scolopio padre Romaneddu delle Scuole Pie. A Sassari frequentò il ginnasio e il liceo classico, e fu compagno di studi e amico dello storico Enrico Costa. Nel 1855 durante l'epidemia di colera che mieté migliaia di vittime e soprattutto sassaresi, morì la nonna materna Caterina Oggiano Addis. Nel 1857 seguì ad essa la perdita dolorosissima della madre, che a soli trentasei anni era stata colpita da paralisi, e infine la scomparsa del fratello Pietro Luigi che a soli quindici anni si era spento "per un soffio d'aria". Al seguito del padre - che si era risposato - nominato da alcuni mesi Avvocato generale dello Stato Sabaudo, nel 1860 Salvatore si trasferì a Casale Monferrato, nel periodo della trasformazione del Regno di Sardegna in Regno d'Italia. E a Casale Monferrato, Salvatore Farina dette inizio alla sua primissima produzione letteraria guidato da uno scrittore mazziniano e guerrazziano che era stato il suo insegnante di lettere italiane al Liceo, Ferdinando Bosio. L'apprendistato letterario, durante gli anni del Liceo, fu ironicamente ricostruito dall'autore stesso: "Ferdinando Bosio tenne a battesimo il mio primo aborto letterario. Voleva essere una novelluzza di genere boccaccevole, ma più castigata; se no io non avrei osato farla leggere al professore, né il professore m'avrebbe invitato a leggerla a voce alta in iscuola alla scolaresca."

### Gli studi e la prima formazione
Ottenne la licenza liceale privatamente a Pavia. Negli anni degli studi liceali prese a frequentare i teatri e ad accarezzare l'idea di intraprendere la carriera di attore teatrale, restando per sempre legato al mondo del teatro e della lirica anche come librettista. Frequentò la Facoltà di Giurisprudenza prima a Pavia e poi a Torino, dove conseguì la laurea nel 1868, e un mese dopo, il nove settembre, terminati gli studi vendette i mobili, la marsina da avvocato e i codici, sposò Cristina Sartoris e si trasferì a Milano, con il fermo proposito "di fare un portento: vivere di letteratura e di letteratura soltanto!" A Milano, visse di letteratura e giornalismo e risiedette più o meno stabilmente fino alla morte.

### La carriera di scrittore
Pubblicò i suoi primi scritti negli anni sessanta dell'Ottocento, su "L'Emporio pittoresco", insieme a Iginio Ugo Tarchetti, al quale fu legato da profonda e fraterna amicizia. Il suo primo volume: Cuore e blasone, fu pubblicato nel 1867. La sua carriera di scrittore fu prolifica: la sua bibliografia comprende una settantina di titoli, tra i quali alcuni che incontrarono uno straordinario successo di pubblico e di critica, e una grande fortuna all'estero, in particolare in Germania. La sua collaborazione presso le case editrici Treves e Sonzogno e altre lo vide impegnato in un'attività indefessa di traduttore, consulente, di adattatore dei libretti d'opera insieme ad Arrigo Boito e Vittorio Imbriani. Lavorò inoltre dal 1869 alla "Gazzetta Musicale di Milano" di Casa Ricordi, e negli anni settanta e ottanta collaborò attivamente come redattore a diverse pubblicazioni periodiche: "Nuova Antologia", "Rivista italiana", "Gazzetta letteraria", "Illustrazione", "Fanfulla della Domenica", e alle riviste che si pubblicavano in Sardegna come: "La Stella di Sardegna", "Vita sarda".
Fece ritorno in Sardegna nel 1881, dopo vent'anni di assenza, e nel 1882 venne candidato al Parlamento del Regno d'Italia, nel collegio di Sassari, ma non fu eletto.
Nel 1884 venne colpito da una grave forma di afasia che riuscì a curare dopo un lungo periodo di convalescenza nel quale compì numerosi viaggi per l'Europa centrale e settentrionale. Su iniziativa di Angelo De Gubernatis suo caro amico e corrispondente, nel 1907, venne celebrato in suo onore nell'Aula del Collegio Romano, un giubileo per i quarant'anni di attività letteraria.
Nel 1911 viaggiò in Africa, nel 1912 in Svizzera e in Scandinavia.
Fu drammaturgo e giornalista. Diresse "La Gazzetta musicale" e "Rivista minima". Fu infine industriale chimico-farmaceutico.
Fu tre volte candidato al premio Nobel per la Letteratura, nel triennio tra il 1912 e il 1914.
Morì il 15 dicembre del 1918 e venne sepolto nel Cimitero monumentale di Milano. Fu amico di Giovanni Verga, Edmondo De Amicis, Giuseppe Giacosa e altri scrittori illustri del suo tempo.

## Farina e la Scapigliatura
Al periodo di Casale, nella metà degli anni sessanta dell'Ottocento risalgono le prime amicizie con gli scrittori del suo tempo, Gerolamo Faldella, che divenne primo magistrato ad Urbino, Roberto Rossetti poeta di Asti, Albino Ronco e il poeta Federico Aime, e infine Iginio Ugo Tarchetti. Era il momento della Scapigliatura e Milano era diventata l'epicentro del movimento. Nella sua autobiografia -La mia giornata (una trilogia)- raccontò le vicende che lo portarono fin da ragazzo a preferire la lettura e il teatro ed a seguire piuttosto che gli studi di diritto, la vita libera dell'artista, la via della insicurezza invece di quella della certezza, la via della passione piuttosto che quella del calcolo. Per questa sua scelta egli diventò un eroe dell'esistenza precaria, un vero e proprio precario che per la sua precarietà trovò a Milano negli Scapigliati i primi e veri compagni di strada. Come loro amava le passioni e quindi la vita, come loro tollerava male la vita militare, come loro aveva in mente più che la campagna, le campagne amene e selvagge della sua terra natale. Comprese la durezza e la fatica della vita, descritta dagli scrittori veristi suoi contemporanei, ma preferì tenere le distanze, egli non denunziava perché sapeva che solamente dalla buona volontà degli uomini dipende quel poco di bene che è possibile sulla terra.

## Farina e il mondo germanico
L'editore e traduttore tedesco Ernst Dohm aveva tradotto in tedesco alcuni scritti del Farina e lo scrittore e poeta Julius Rodenberg li aveva fatti conoscere al vasto pubblico di lingua tedesca, pubblicandoli sul Deutsche Rundschau nel 1877 e 1881 Sul quotidiano liberale berlinese National-Zeitung Hermann Grimm, in una recensione sulle opere del Farina, si era soffermato fra le altre, sulla novella Pe' belli occhi della gloria (tradotto in tedesco: "Um die schönen Augen des Ruhmes") esprimendo dei giudizi molto positivi, e aveva rilevato, tra le altre cose, una ferma "amorevole osservazione di persone e cose", non arcaica, un "chiaro specchio dell'anima di un artista", insomma "un'opera d'arte".

## Farina e l'industria culturale
A Pavia ebbe modo di frequentare i corsi di Paolo Mantegazza, neurologo, fisiologo, fondatore dell'antropologia italiana e della "Società Italiana di Antropologia e Etnologia", difensore del darwinismo e tra il 1868 e il 1875 corrispondente di Charles Darwin. La rete sociale e culturale di Salvatore Farina nel contesto piemontese e milanese si arricchisce sempre più col passare degli anni, e il reticolo urbano e provinciale di relazioni con gli uomini del suo tempo diventa profondo e radicato nel clima alacre di quegli anni in cui vivissimi permangono gli ideali del Risorgimento. Non si è ancora spenta l'eco delle guerre appena terminate, e già si profilano nel futuro prossimo lotte durissime, il fervore patriottico induce le popolazioni delle isole e della penisola a confrontarsi e tutti prendono parte alla costruzione di una società nuova: la Nuova Italia. Le tecnologie dei mezzi di diffusione della stampa registrano innovazioni tali da consentire la costruzione di nuove tipografie, la diffusione più veloce e meno costosa della stampa rende il giornale e il prodotto stampato più accessibile a grandi gruppi sociali, si diffondono con una rapidità senza precedenti: giornali, quotidiani, periodici, riviste, collane di poesia, di narrativa e di teatro. La musica operistica, i libretti conoscono una stagione felice, e l'opera lirica trova un eroe nazionale nell'autorevole Giuseppe Verdi. Il centro urbano protagonista di questo grande cambiamento è Milano, ma anche Torino, e le altre città d'Italia fanno sentire le loro voci. Maturano movimenti di segno diverso, politico e letterario, l'editoria assume già quelle caratteristiche che la predispongono a diventare un'industria culturale. Farina appartiene a questo momento, entra a far parte di questo cambiamento. È il momento in cui il pubblico si fa numeroso e si espande nei teatri dell'opera lirica, riempie i teatri dalla platea ai palchi, al loggione.
Nell'ambiente giornalistico dell'industria letteraria e di un'editoria piemontese-lombarda allora nascente stringe amicizia con Antonio Ghislanzoni, Carlo Dugnani insigne giurista, Scipione Ronchetti, penalista, Giovanni Celoria, astronomo, il poeta Giulio Pinchetti, e molti altri; ma un rilievo particolare negli esordi milanesi della Scapigliatura milanese merita la famosa amicizia con il Tarchetti.

## Poetica
Farina ripropone ancora oggi, attraverso la letteratura e attraverso i suoi personaggi letterari, dei modelli di valori individuali e insieme civili, non per leggere la morale al pubblico o non soltanto per confezionare esempi edificanti irraggiungibili, non per costruire un'agiografia del nuovo strato sociale medio che si appresta a governare aspirando, nel nuovo quadro politico che si profila minaccioso, nel clima delle primissime agitazioni sociali, ad una convivenza democratica stabile. Lo scrittore aspira piuttosto, attraverso i suoi numerosi modelli, a stimolare la crescita delle coscienze e lascia intravedere la possibilità di una società governata da una coscienza più umana, meno spietata, meno smarrita. L'intento moralistico di Farina prende le distanze dal suo presente, la sua operazione letteraria è troppo difficile e complessa per essere ridotta a quegli schemi che sopravvivono attualmente nella nostra rinnovata vulgata manualistica. È amico di Giovanni Verga e Luigi Capuana, ma non si potrebbe affermare che sia stato un verista, "il suo modo di narrare punta al vero, che non è il documento di vita, ma l'approssimazione alla verità che si è potuta raggiungere, il disvelarsi del significato umano del fatto, dell'avvenimento che si è ricercato nella propria coscienza.". Il vero cui Farina allude è il verosimile, la verosimiglianza del doppio che viene simulata dal linguaggio. Un linguaggio che non si appiattisce sull'oggetto, ma lo ricrea, che lascia intravedere l'orrore ma non lo scopre interamente. Poiché la funzione della scrittura è quella di far percepire l'orrore e non quello di descriverlo o raccontarlo nella sua crudezza. Esempi letterari simili sono rintracciabili al di là delle nostre frontiere e attraverso le nostre frontiere in Europa piuttosto che sul territorio che sta per diventare interamente italiano: nella letteratura francese, che già mostra l'attitudine a fare i conti con le reazioni dell'io e con l'esplorazione della coscienza, dove il gusto del narrare va di pari passo con l'ironia; nella letteratura inglese dove lo humour e lo scrivere sono inseparabili nell'arte di usare parola e penna; nella letteratura tedesca di formazione che ammaestrando non rinunzia mai a considerazioni sul versante di un'ironia graffiante, o che lascia il segno.  È amico e coetaneo di Edmondo De Amicis ma non si potrebbe dire che sia stato deamicisiano, il Cuore e blasone di Farina, pubblicato all'inizio della sua carriera letteraria nel 1867, coincide con quel momento di unificazione dell'Italia che vide molti scrittori impegnati ad operare per l'Unità appena compiuta quando la capitale era ancora a Firenze. La sua "educazione del cuore" anticipa ogni cosa e avvicina la nostra letteratura agli scrittori d'Europa. Dunque una letteratura europea, quella del Farina, proprio secondo i modelli culturali vigenti fuori dei confini ma un po' meno attuali nella provincialissima Italia del suo tempo. Nel più recente dibattito sul tema delle identità e culture nel terzo millennio, il filologo sardo Nicola Tanda ha scritto: "Il suo stile misurato ed elegante, nella sua manierata sentenziosità, ama il ricorso alla continua ma sapiente e appena occultata citazione letteraria. Non dissimula e non nega la lezione dei grandi moralisti ed è incline a rilevare ironicamente non tanto vizi e virtù, quanto le piccole e grandi contraddizioni dell'esistenza, le contrarietà, gli aspetti comici e quelli drammatici. Per queste sue qualità non poteva non piacere a quel grande maestro del Novecento che è Pirandello. Anche per la visione dell'uomo che in Farina è amara." Negli anni settanta Farina andava ponendo le basi per diventare uno dei massimi esponenti della letteratura d'intrattenimento postunitaria. Una letteratura rivolta «a un pubblico esigente dal punto di vista estetico e formale, dei linguaggi e delle modalità espressive, non ancora esattamente identificabile con l'insorgente paraletteratura prodotta in serie, rivolta invece a un bacino di lettori meno raffinati, di prevalente estrazione popolare. Una narrativa di matrice sentimentale, moralistica e umoristica lontana sia dagli stereotipi e dalle semplificazioni proprie della più pura produzione appendicistica (Carolina Invernizio, Francesco Mastriani, Natoli), sia dagli eccessi, dalle nevrosi e dagli estremismi avanguardistici della neonata tendenza scapigliata e più vicina semmai allo humour dickensiano, alla tradizione moralistica francese (Montaigne, La Rochefoucauld, Nicolas Chamfort) e, in Italia, a scrittori come Vittorio Bersezio, Anton Giulio Barrili ed Enrico Castelnuovo. Ma soprattutto lontana dalla scuola verista che si iniziava a muovere nell'ambito della medesima cultura scientista del naturalismo francese. [...] L'oggetto della letteratura, scriveva in quegli anni Verga a Farina, sono i ‘documenti umani’, cioè i fatti veri, storici, e l'analisi di tali documenti deve essere condotta con scrupolo scientifico. Farina, che vedeva nello scrittore siciliano il ‘portabandiera della scuola avversaria’, al contrario si andava opponendo a chi respingeva senza appello la tradizione moralistica e metafisica e a chi allora accettava la concezione deterministica dell'agire umano. Di fronte alla diffusione dell'ideologia scientista e alle teorie naturaliste e veriste, egli vedeva con grande perplessità e scetticismo la possibilità di trasferire le metodologie della scienza da questa alla letteratura, in modo particolare attraverso il ‘falso’ tecnicismo impersonalista. Ma soprattutto andava opponendo al dogma dell'oggettivismo impersonale di Capuana e di Verga, il canone soggettivista e un'altra concezione del vero da intendersi come oggetto che esiste per il soggetto che lo intenziona attraverso il proprio magmatico vissuto. Egli andava focalizzando l'attenzione su altri aspetti del racconto; non il romanzo sociale ma quello umano, capace di assolvere alla sua funzione più nobile, ossia l'educazione del cuore. [...] Una volontà etico-didascalica che allora si andava altresì realizzando dentro una linea tardo-romantica, grazie all'opera, fra gli altri, di scrittori come Emilio De Marchi ed Edmondo De Amicis. Farina sentiva fortemente quanto il fine ultimo della comunicazione letteraria fosse null'altro che la formazione umana, etica ed estetica del suo pubblico. Sbaglierebbe chi, dietro una tale operazione, cogliesse solo ed esclusivamente l'esito un po' tardo di una proposta romantico-risorgimentale. La sua concezione dell'arte trovava semmai scaturigine dalla retorica classica, dall'Ars poetica oraziana, dal miscere utile dulci, dal contemperare finalità edonistiche e pedagogiche, per passare attraverso la grande tradizione umanistico-rinascimentale del docere delectando, ovvero del dilettare trattando argomenti utili sul piano morale. I lucida carmina, attraverso il bene dicere, come ricerca di uno stile raffinato ed legante, non disgiunto da un fine edificante e pedagogico, possono costituire il fondamento di un'idea della letteratura ‘come formatrice e informatrice della vita morale dell'uomo, come moderatrice e modellatrice della sua natura'».

## La Trilogia
In Salvatore Farina la memorialistica, il racconto autobiografico, il romanzo della propria vita, trova grande rilievo e assume la proporzione monumentale di una trilogia. Monumentale sia per il tema trattato che per le figure dei personaggi e le amicizie che vi compaiono. Il tema è la propria vita di scrittore del Regno di Sardegna, una vita trascorsa tra Isola e Continente, tra il Nord e il Sud di un'Europa in via di trasformazione. Un itinerario e uno scenario consueto oggi, ma decisamente inconsueto alla fine dell'Ottocento nella cultura sociale politica della classe borghese e intellettuale post-risorgimentale. Uno scenario inconsueto sia per via dei protagonisti che sfilano davanti a noi, numerosi, quelli dell'ambiente milanese, fiorentino, piemontese e romano, provenienti dalle redazioni delle riviste e dei giornali, delle case editrici e dell'alta magistratura, dalle Università sia quelli della Sardegna che mostrano al lettore contemporaneo una classe politica e intellettuale sarda certamente non modesta, e neanche provinciale agli inizi del Regno e durante. I tre volumi, La mia giornata: Dall'alba al meriggio, Care ombre, Dal meriggio al tramonto, scritti a conclusione di una brillante carriera di scrittore del suo tempo lasciano comprendere meglio di ogni altro scritto il carattere dell'artista, la sua arte, il suo stile impareggiabile e il ruolo che la sua opera ha avuto nella letteratura di fine secolo. Sorprende la vocazione europeista dello scrittore nelle sue esperienze di viaggio, la lievità del narrare l'Europa del suo tempo, la leggerezza del viaggiatore, gli arrivi e le partenze, i viaggi in carrozza nei centri urbani, i treni, l'allegria del viaggio, il turismo artistico e urbano, gli incontri fortuiti che si trasformano in breve in amicizie ed esperienze linguistiche e letterarie indimenticabili. L'Europa ci appare come un giardino ameno che è possibile ammirare, le città ci appaiono nel suo racconto ridenti, e nel momento in cui il nostro viaggiatore nomina le nazionalità dei compagni di viaggio: l'amico polacco, la signora viennese, il giornalista austriaco, lo scrittore ci comunica un quadro del territorio che sta attraversando che trasmette ancora oggi una nostalgia profonda per quella nostra civiltà europea nella quale erano riposte tutte le speranze degli uomini del Risorgimento. Erano le speranze di coloro che desideravano costruire una società colta e civile, e in grado di nutrirsi di buona letteratura. E anche il luogo di provenienza del viaggiatore veniva inteso dagli ospiti che lo ricevevano, a Vienna, a Praga, a Tunisi, come un luogo degno, e la dignità linguistica del parlante non veniva sopraffatta, come succede invece sempre più di frequente, dal linguaggio imperativo e freddo della omologazione culturale.
Ma il primato, nella trilogia di Farina è soprattutto nel vissuto del soggetto nella coerenza della visione umanistica, non nell'aderenza ai fenomeni, come pretenderebbe o aspirerebbe a comunicare una visione distaccata del pensiero scientifico nella sua pretesa oggettività. Non si dedica alla descrizione dell'ambiente e tanto meno dell'ambiente sociale, e lo fa scientemente perché l'uomo ne rimanga protagonista. L'ambiente viene offerto al lettore a frammenti, e a tocchi estremamente rapidi, come metodo di scrittura che lo stesso Farina lamenta essere sfuggito ai critici del suo tempo che ancora oggi non si avvedono "di questo mio metodo che in Germania il Grimm, critico di gran fama ha lodato senza restrizioni". A proposito di un suo libro, e chiamando in causa i suoi lettori, egli espone la sua poetica, presenta in tal modo le sue idee sull'uomo e sull'arte:
La sua fu un'arte educatrice, con un fine etico, essa mirava ad insegnare e dilettare insieme, arte come consolazione e come riflessione filosofica. Una arte come celia bonaria, gentilezza di un umorismo ricco di arguzia e di raffinato buonsenso: una arte nella quale l'"otium" convive con il "negotium", senza opposizioni ideologiche ma "cum dignitate".

## Opere
- Cuore e blasone, Milano, Cioffi, 1866.
- Tutti militi! Pensieri sull'abolizione degli eserciti permanenti, Milano, Cesare Cioffi, 1866.
- Un segreto. Romanzo, Milano, E. Treves, 1869.
- Due amori. Racconto, Milano, E. Treves, 1869; Milano, Alfredo Brigola e C. Edit., 1886.
- Il romanzo d'un vedovo. Racconto, Milano, Tip. della Soc. Coop., 1871; Milano, Edoardo Sonzogno, 1875.
- Fiamma vagabonda. Romanzo, Milano, Treves, 1872.
- Il tesoro di Donnina. Romanzo, Milano, Tipografia editrice lombarda, 1873.
- Un tiranno ai bagni di mare. Tre scene dal vero, Milano, Libreria editrice G. Brigola, 1875.
- Amore bendato. Racconto, Milano, Tipografia editrice lombarda, 1875.
- Capelli biondi. Romanzo, Milano, Tipografia editrice lombarda, 1876.
- Bongiorno. Romanzo, Milano, Tipografia editrice lombarda, 1877.
- Frutti proibiti. Fiamma vagabonda, Milano, Tipografia editrice lombarda, 1878.
- Mio figlio!, Torino, Roux e Favale, 1882.
- Il signor io, Torino, Roux e Favale, 1882.
- Amore ha cent'occhi, Milano, A. Brigola & C., 1883.
- Per la vita e per la morte. Romanzo (si muore), Milano, Succ. Alfredo Brigola e C. Edit., 1881.
- Nonno, Roux e Favale, Torino, 1881
- La mia giornata:
  - Dall'alba al meriggio, Torino, STEN, 1910.
  - Care ombre, Torino, STEN, 1913.
  - Dal meriggio al tramonto, Torino, STEN, 1915.

### Traduzioni
- (DE)  Mein Sohn, erschienen bei Engelhorn, Stuttgart 1889. (Mio figlio!)

### Riviste
- Rivista minima